# Estudos (Chopin)

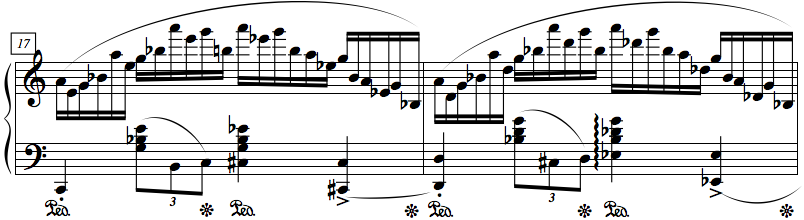
Muitos dos estudos são difíceis de se tocar, como o Estudo Op. 25, nº. 11

Os estudos de Frédéric Chopin são 27 peças para piano solo, as quais compreendem duas coleções distintas de doze trabalhos cada, numeradas como Opus 10 e 25, e um conjunto de três peças sem número Opus.

## História

### Composição

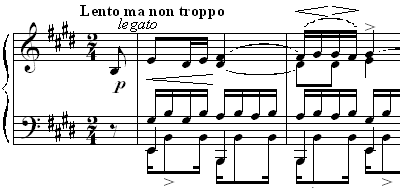
"Em toda minha vida, eu não fui capaz de achar outra melodia tão bonita." -Chopin, sobre Op. 10, nº. 3

Os estudos de Chopin são o fundamento de um novo sistema técnico de tocar piano, dado como revolucionário na primeira vez em que foi apresentado, sendo algumas das peças as mais desafiadoras e evocativas de todo o repertório de concerto para o instrumento. Por causa disso, a música permanece popular e executada tanto em palcos de concerto como privados. Alguns destes estudos são tão populares que receberam apelidos; o mais popular é, sem dúvida, o Estudo Revolucionário (Op. 10, nº. 12). Embora não tenham sido dados apelidos à criação original de Chopin, estes criam um pretexto interessante e encorajam a imaginação a produzir obras épicas inspiradas por tais estudos.
Todos os 27 estudos foram publicados enquanto Chopin vivia. A Opus 10, o primeiro conjunto de 12 peças, foi composta entre 1829 e 1832, e publicada em 1833, na França, Alemanha e Inglaterra. Os 12 estudos da Opus 25 foram compostos em vários momentos entre 1832 e 1836, e publicados nos mesmos países em 1837. As três peças finais, parte de um compêndio chamado "Méthode des méthodes de piano" (Método dos métodos de piano) e compiladas por Moscheles e Fétis, foram compostas em 1839, sem um número Opus atribuído. Apareceram na Alemanha e França em novembro de 1840, e na Inglaterra em janeiro de 1841. Entre as cópias das edições originais dos estudos, geralmente há vários manuscritos de um dado estudo escritos pelo próprio Chopin, e cópias adicionais feitas por seu amigo íntimo, Jules Fontana, juntas a edições de Carl Mikuli, aluno de Chopin.
Os primeiros estudos da Opus 10 a serem compostos foram escritos ainda quando Chopin era adolescente. Classificam-se, ao lado das obras de Mendelssohn, como raros exemplos de composições extremamente juvenis que são consideradas inovadoras e dignas de inclusão em um cânon padrão. Os estudos de Chopin elevaram a forma musical de exercícios puramente utilitários a grandes obras-primas artísticas. Num concerto no qual Chopin executou sua Opus 25, Robert Schumann disse "À la Chopin".

### Impacto
Embora conjuntos de exercícios para piano tenham sido comuns do final do século XVIII ( Muzio Clementi. J. B. Cramer, Ignaz Moscheles, e Carl Czerny foram os mais significativos), os de Chopin não só apresentaram um grupo de desafios técnicos totalmente novos, mas foram os primeiros a se tornar parte regular de um repertório de concerto. Seus estudos combinam substância musical e desafio técnico para sintetizar uma forma artística completa: tidos como de alta importância, são considerados produto da maestria na combinação dos dois elementos. Seus efeitos nos contemporâneos como Franz Liszt são notáveis, baseados na revisão que Liszt fez de seus próprios estudos de concerto após conhecer Chopin. O musicologista polonês contemporâneo  Tadeusz A. Zielinski escreveu, sobre a Opus 10, que "(os estudos)não só se tornaram uma demonstração ordenada de um novo estilo para piano e as formulas peculiares deles, como também um enobrecimento artístico de seu estílo."
Da mesma forma, os estudos de Chopin não se ausentam como influência na música moderna; muitos se apresentam na música popular, filmes, e shows televisivos.

## Lista dos estudos

### Estudos Opus 10
O primeiro compêndio de estudos foi publicado em 1833 (embora alguns tenham sido escritos já em 1829). Chopin tinha 23 anos de idade e já era famoso como compositor e pianista nos salões de Paris, onde conheceu Franz Liszt. Subsequentemente, Chopin lhe dedicou a Opus inteira - "à son ami Franz Liszt"(do francês, a seu (de Chopin) amigo Franz Liszt).
| Nome - apelido                                       | Tonalidade         | Nome - apelido                                                  | Tonalidade     |
| ---------------------------------------------------- | ------------------ | --------------------------------------------------------------- | -------------- |
| Estudo Op. 10, nº. 1 - "La cascade" (A queda d'água) | Dó maior           | Estudo Op. 10, nº. 7 - "Toccata" (Tocata)                       | Dó maior       |
| Estudo Op. 10, nº. 2 - "Chromatique" (Cromático)     | Lá menor           | Estudo Op. 10, nº. 8 - "Sunshine" (Luz do Sol)                  | Fá maior       |
| Estudo Op. 10, nº. 3 - "Tristesse" (Tristeza)        | Mi maior           | Estudo Op. 10, nº. 9                                            | Fá menor       |
| Estudo Op. 10, nº. 4 - "Torrent" (Torrente)          | Dó sustenido menor | Estudo Op. 10, nº. 10                                           | Lá bemol maior |
| Estudo Op. 10, nº. 5 - "La négresse" (A negra)       | Sol bemol maior    | Estudo Op. 10, nº. 11 - "Aux arpèges" (Aos arpejos)             | Mi bemol maior |
| Estudo Op. 10, nº. 6                                 | Mi bemol menor     | Estudo Op. 10, nº. 12 - "La révolutionnaire" (O revolucionário) | Dó menor       |

### Estudos Opus 25
O segundo compêndio de estudos de Chopin foram publicados em 1837, e dedicados a Marie d'Agoult, mulher com quem Franz Liszt mantinha um relacionamento. Os motivos da dedicação são meramente especulatórios.
| Nome                                                        | Tonalidade          | Nome                                                           | Tonalidade         |
| ----------------------------------------------------------- | ------------------- | -------------------------------------------------------------- | ------------------ |
| Estudo Op. 25, nº. 1 - "La harpe éolienne" (A harpa eólica) | Lá bemol maior      | Estudo Op. 25, nº. 7 - "Au violoncelle" (Ao violoncelo)        | Dó sustenido menor |
| Estudo Op. 25, nº. 2 - "Les abeilles" (As abelhas)          | Fá menor            | Estudo Op. 25, nº. 8 - "Aux sixtes" (Às sextas)                | Ré bemol maior     |
| Estudo Op. 25, nº. 3 - "Le cavalier" (O cavaleiro)          | Fá maior            | Estudo Op. 25, nº. 9 - "Le papillon" (A borboleta)             | Sol bemol maior    |
| Estudo Op. 25, nº. 4 - "Paganini"                           | Lá menor            | Estudo Op. 25, nº. 10 - "Aux octaves" (Às oitavas)             | Si menor           |
| Estudo Op. 25, nº. 5 - "La fausse note" (A nota falsa)      | Mi menor            | Estudo Op. 25, nº. 11 - "Le vent d'hiver" (O vento de inverno) | Lá menor           |
| Estudo Op. 25, nº. 6 - "Aux tierces" (Às terças)            | Sol sustenido menor | Estudo Op. 25, nº. 12 - "L'océan" (O oceano)                   | Dó menor           |

### Trois nouvelles études
Trois nouevelles études ("Três novos estudos") foram escritos como uma contribuição ao Méthode des méthodes de piano("Método dos métodos de piano), um livro de instruções para piano de Ignaz Moscheles e François-Joseph Fétis; foi-lhes dado o mesmo número Opus. Enquanto menos tecnicamente brilhante que os das Opus 10 e 25, esses três estudos, contudo, retêm a fórmula original de Chopin para equilíbrio harmônico e estrutural
| Nome         | Tonalidade     |
| ------------ | -------------- |
| Estudo nº. 1 | Fá menor       |
| Estudo nº. 2 | Lá bemol maior |
| Estudo nº. 3 | Ré bemol maior |

## Exercícios preparatórios

### para todos os estudos
- Casella, Alfredo. F. Chopin. Studi per pianoforte. Milano: Edizioni  Curci, 1946.
- Cortot, Alfred. Frédéric Chopin. 12 Études, op.10. Édition de travail des oeuvres de Chopin. Paris: Éditions Salabert, 1915.
- Cortot, Alfred. Frédéric Chopin. 12 Études, op.25. Édition de travail des oeuvres de Chopin. Paris: Éditions Salabert, 1915.
- Galston, Gottfried. Studienbuch [Livro de Estudos]. III. Abend [3º Recital] (Frédéric Chopin). Berlin: Bruno Cassirer, 1910.

### para alguns estudos
- Busoni, Ferruccio. Klavierübung in zehn Büchern [Tutorial de piano em dez livros], zweite umgestaltete und bereicherte Ausgabe. Buch 8 (Variationen und Varianten nach Chopin). Leipzig: Breitkopf & Härtel, 1925.
- Godowsky, Leopold. Studien über die Etüden von Chopin (Aprofundamento nos estudos de Chopin). New York: G. Schirmer Inc., 1899 (Berlin: Schlesinger'sche Buch- und Musikhandlung, 1903).
- Joseffy, Rafael. Etudes for the Piano (Estudos para o piano). Instructive Edition. New York: G. Schirmer, 1901.